# Академия наук Туркменистана
Академия наук Туркменистана (туркм. Türkmenistanyň Ylymlar akademiýasy) — высшее научное учреждение Туркменистана, действующее в Ашхабаде с 1951 года.

## История
29 июня 1951 года на базе Туркменского филиала АН СССР была основана Академия наук Туркменской ССР.
Первыми 11 действительными членами Академии постановлением Совета Министров Туркменской ССР были утверждены П. А. Азимов, Р. Г. Аннаев, Т. Б. Бердыев, О. М. Джумаев. Б. М. Кербабаев, М. Е. Массон, В. Н. Минервин, Г. Н. Непесов, М. П. Петров, Б. Л. Смирнов, Г. О. Чарыев.
Почётными членами Академии наук Туркменской ССР на первом общем собрании Академии были избраны А. Н. Несмеянов, Д. В. Наливкин, В. П. Никитин, Б. Д. Греков и Е. Э. Бертельс.
После обретения Туркменистаном независимости была переименована в Академию наук Туркменистана.
В 1998 году по распоряжению президента Туркменистана Сапармурата Ниязова Академия наук была ликвидирована. После его смерти восстановлена в 2007 году, первоначально на общественных началах.
12 июня 2009 года указом президента Туркменистана Гурбангулы Бердымухамедова «Об образовании Академии наук Туркменистана» вновь восстановлена как государственная организация. В 2019 году он же издал указ о прекращении финансирования Академии наук Туркменистана.

## Структура
В составе Академии 10 институтов и 1 государственная служба: Институт языка и литературы им. Махтумкули, Национальный институт рукописей, Институт истории, Институт лекарственных растений, Институт химии, Институт солнца (Институт «Гюн»), Институт сейсмологии, Государственная служба сейсмологии, Институт ботаники, Физико-математический институт, Институт археологии и этнографии. При Академии действует издательство «Ылым».

## Руководители
Директора Туркменского филиала АН СССР:
- 1941—1945: Б. А. Келлер
- 1946—1951: Д. В. Наливкин

Президенты Академии наук Туркменской ССР/Туркменистана:
- 1951—1956: Т. Б. Бердыев
- 1956—1959: Г. О. Чарыев
- 1959—1965: Ш. Б. Батыров
- 1966—1975: П. А. Азимов
- 1975—1986: А. Г. Бабаев
- 1986—1989: О. Г. Овезгельдыев
- 1989—1993: А. Г. Бабаев
- 1994—1998: А. М. Ходжамамедов
- 1998—2009: должность упразднена
- 2010—2016: К. А. Мезилов (и. о. с 2009)[4].
- 2016—2018: М. Х. Ашырбаев
- 2018—2022: С. Тойлыев
- 2022—н. в.: А. Аширов[5][6]